# Elysia asbecki
Elysia asbecki (лат.) — вид морских брюхоногих моллюсков из семейства Plakobranchidae подкласса Heterobranchia.

## Описание
Elysia asbecki белого цвета с оранжевыми, коричневыми и жёлтыми полосками или пятнами. Голова и шея отмечены светлыми пятнами, а от головы до заднего конца тела простираются розовые пятна и полоски. Параподии полупрозрачные и пятнистые, чёрные на внешней стороне и красным до подножья, передние параподии не сливаются, а их высота варьируется. Ринофоры короткие, расположенные над глазами и имеющие жёлтую ленту на концах. Как и другие представители рода, E. asbecki может интегрировать в свой организм хлоропласты водорослей, от которых становится зелёным.

## Ареал
Акватория вблизи Западной Австралии, Самоа, Папуа — Новой Гвинеи, Индонезии, Филиппин, Японии и Гавайских островов.